# Садхана
Са́дхана (IAST: Sādhanā, IAST: साधना) — санскритский термин, которым в индуизме и буддизме называют духовную практику и который также можно перевести как «средство для достижения чего-то». Садхана включает в себя ряд духовных дисциплин различных индуистских и буддийских традиций. Садхане следуют ради достижения разных духовных и ритуальных целей, ради духовного очищения и прогресса в духовной жизни. Целями садханы могут быть достижение духовного просветления, чистая любовь к Богу, освобождение из цикла сансары, обретение благословения какого-либо божества или формы Бога. Практика садханы, как правило, заключается в регулярной, ежедневной медитации, повторении мантр (часто с использованием джапа-малы), совершении пуджи божеству, проведении яджн. В некоторых традициях, частью садханы может быть самоистязание или совершение определённых практик в местах кремации умерших. Традиционно в индуизме и буддизме садхана практикуется под руководством гуру. В некоторых традициях получение от гуру духовного посвящения является одной из стадий в практике садханы. С другой стороны, часто садхану практикуют без особого руководства, индивидуально и без участия в каких-либо религиозных группах.
Человека, посвятившего себя практике садханы, называют термином садхака (мужчину) или садхика (женщину). Этот термин близок по значению с такими словами как «йог» или «йогин» («йогини»).
Похожее значение термин «садхана» также имеет в сикхизме.